# Neturei Karta
Neturei Karta (en hebreo: נטורי קרתא, romanizado nāṭōrēy qartāʾ, Guardianes de la Ciudad) es un grupo  religioso de judíos jaredíes. La mayor parte de los miembros de Neturei Karta descienden de judíos procedentes de Hungría, que se establecieron en la Ciudad Vieja de Jerusalén a comienzos del siglo XIX, luego en la Palestina del Mandato británico, y en 1938 se separaron de Agudat Yisrael. Neturei Karta se opone al sionismo y pide un "desmantelamiento pacífico" del Estado de Israel, con base en la creencia de que a los judíos se les prohíbe tener su propio Estado hasta la venida del Mesías y que el Estado de Israel es una rebelión contra Dios. Denuncian la ocupación que sufre el pueblo palestino. Los miembros del grupo se concentran principalmente en Jerusalén. También tienen pequeñas delegaciones tanto en otras ciudades israelíes como en el extranjero, destacando las de Londres y Nueva York. 
El nombre de Neturei Karta, literalmente, significa "Guardianes de la Ciudad" en el dialecto arameo hablado por los judíos de Babilonia, y viene de una Guemará del Talmud. 
En Israel algunos miembros también rezan en el Bet Midrash afiliado, en el barrio Mea Shearim de Jerusalén y en Ramat Beit Shemesh Bet. Neturei Karta afirma que no existe un recuento oficial del número de miembros.

## Origen del nombre
Originalmente, la organización se llamaba Chevrat HaChayim (Sociedad de la Vida); sin embargo, este nombre fue rápidamente sustituido por Neturei Karta, el cual significa "Guardianes de la ciudad" en arameo, se deriva de una cita de la página 76c del Tratado Hagigah del Talmud de Jerusalén. la cual recoge el siguiente relato: 
El Rabí Judá haNasi envió a Rabí Hiyya, Rabí Assi y Rabí Immi a recorrer las ciudades de la Tierra de Israel para impartir enseñanzas sobre de la Torá y la Mishná. [Rabí Hiyya, Rabí Assi y Rabí Immi] Llegaron a un lugar donde no encontraron ningún maestro de la Torá o la Mishná, entonces les dijeron [a los habitantes del lugar]: tráigannos a los guardianes de la ciudad, fueron traídos los mayorales del pueblo, entonces [los Rabinos] les dijeron: estos no son los guardianes de la ciudad, son los destructores de la ciudad. [los habitantes] Les preguntaron ¿y quiénes serían guardianes de la ciudad? les respondieron: los maestros de la Torá y la Mishná. 
El nombre surge en los años veinte cuando se comienza a vivir una creciente tensión entre las poblaciones árabe y judía de Palestina a raíz del incremento de la inmigración de judíos sionistas desde Europa; contrariando el deseo de la comunidad sionista de presentar una defensa armada contra los hostigamientos un grupo dentro de la comunidad ortodoxa optó por llamar a la resistencia pasiva; para justificar dicho enfoque los líderes ortodoxos usaron el mencionado pasaje del Talmud Jerosolimitano en que se apela a la plena confianza en la hashgahá (el equivalente judaico al concepto cristiano de la divina providencia) y a la recompensa en virtud del propio mérito en el cumplimiento de los preceptos religiosos del judaísmo (modo de actuar que también se describe con claridad en el capítulo 127 del libro de los Salmos
Conforme a todo lo anterior se deduce que Naturei Karta presenta al segmento de población judía que conforma la comunidad haredi como el auténtico baluarte de la seguridad del pueblo judío, yendo en contra de la idea de la creación de un estado político fuerte de corte secular (que es la propuesta del sionismo para evitar las persecuciones antisemitas).

## Historia
Generalmente, los miembros de Neturei Karta son descendientes de judíos húngaros y judíos lituanos que fueron estudiantes del Gaón de Vilna (conocidos como Perushim ) que se habían establecido en Jerusalén a principios del siglo XIX. A finales del siglo XIX, sus antepasados participaron en la creación de nuevos barrios fuera de las murallas de la ciudad para aliviar el hacinamiento en la Ciudad Vieja, y la mayoría se concentra ahora en el barrio de Batei Ungarin y el barrio más grande  de  Mea Shearim. Los miembros de Malachim también están representados de manera destacada en Neturei Karta.
En ese momento, se oponían abiertamente a la nueva ideología política del sionismo que intentaba afirmar la soberanía judía en la Palestina controlada por los otomanos . Resentían a los recién llegados, que eran predominantemente no religiosos, mientras afirmaban que la redención judía sólo podía lograrse mediante el mesías judío.
Neturei Karta fue fundada por el rabino Amram Blau y el rabino Aharon Katzenelbogen. El rabino Blau era nativo de Meah Shearim en Jerusalén y estuvo activo en Agudat Israel durante la era del Mandato Británico.  Sin embargo, en la década de 1930, Aguda comenzó a adoptar un enfoque más transigente y acomodaticio hacia el movimiento sionista. Esto provocó que el rabino Blau se separara de Aguda en 1937 y cofundara Chevrat HaChayim (con el rabino Katzenelbogen), que pronto sería conocida como Neturei Karta. 
Bajo el liderato de Blau, Neturei Karta fue el movimiento encargado de establecer las directrices respecto a la modestia que se implementaron en Meah Shearim y gestionar su implementación efectiva con las autoridades gobernantes de la ciudad (medidas que siguen vigentes hoy en día y se replicaron en otros centros de población de judíos ultra ortodoxos). El mismo Blau trató de extender la imposición de los estatutos que se habían adoptados en su comunidad a toda la sociedad jerosolimitana en general, oponiéndose a la paulatina secularización de la ciudad mediante la organización de manifestaciones y la elevación de protestas ante el ayuntamiento en contra de la apertura de espacios no segregados por género, como piscinas, salones de baile y cinemas; muchas de las acciones en medio de esta campaña terminaron en confrontaciones violentas contra los cuerpos policiales y el arresto temporal de varios miembros de Neturey Karta y del propio Blau. Si bien en general las acciones de Neturei Karta era percibidas como irrelevantes de cara al público laico, la situación escaló cuando judíos ultra ortodoxos, en 1972, prendieron fuego a un local llamado Eros, que se disponía a ser la primera tienda de artículos sexuales y de pornografía en Jerusalén; si bien nunca se comprobó la implicación de Neturei Karta en el hecho, Blau se mostró elogioso respecto a la acción, no obstante, desalentó cualquier nueva acción violenta en aras de evitar que las autoridades israelíes tuvieran excusas para actuar en contra de la organización y la comunidad ultra ortodoxa.
Otros movimientos judíos ortodoxos, incluidos algunos que se oponen al sionismo, han denunciado las actividades de la rama radical de Neturei Karta. Según The Guardian, "incluso entre los círculos jaredíes o ultraortodoxos, los Neturei Karta son considerados una franja salvaje".  Neturei Karta a veces se confunde con Satmar, debido a que ambos son antisionistas ; sin embargo, son grupos separados y han tenido desacuerdos. Por ejemplo, Satmar criticó a Neturei Karta por asistir a una conferencia revisionista del holocausto en Irán en 2006.  Neturei Karta afirma que los medios de comunicación restan importancia deliberadamente a sus puntos de vista y los presentan como pocos. A sus protestas en Estados Unidos suelen asistir, como máximo, unas pocas docenas de personas.En Israel, las protestas del grupo suelen atraer a varios cientos de participantes, según la naturaleza de la protesta y su ubicación. 
En julio de 2013, el Shin Bet arrestó a un miembro de Neturei Karta, de 46 años, por supuestamente intentar espiar a Israel para Irán . Como parte de un acuerdo de culpabilidad, el hombre fue sentenciado a 4 años y medio de prisión.  Neturei Karta ha negado que fuera miembro de su grupo. 
El sitio web de Neturei Karta afirma que sus miembros "participan con frecuencia en la quema pública de la bandera israelí". En la festividad judía de Purim, los miembros de Neturei Karta queman habitualmente banderas israelíes en celebraciones en ciudades como Londres, Brooklyn y Jerusalén .     
Si bien muchos en Neturei Karta optaron por simplemente ignorar al Estado de Israel, esto se ha vuelto más difícil. Algunos tomaron medidas para condenar a Israel y lograr su eventual desmantelamiento hasta la venida del Mesías. El principal de ellos fue Moshe Hirsch, líder de una rama activista de Neturei Karta, que sirvió en el gabinete de Yasir Arafat como Ministro de Asuntos Judíos.

## Reuniones con grupos militantes palestinos
En enero de 2023 tres miembros de Neturei Karta se reunieron con destacados funcionarios de la  Yihad Islámica Palestina y familias de militantes palestinos durante una visita al campo de refugiados de Yenín. También visitaron la casa de Bassam al-Saadi, quien fue encarcelado por Israel por actividades de liderazgo de la Yihad Islámica en Palestina.  Las autoridades israelíes arrestaron a dos de los miembros de Neturei Karta a su regreso a Israel por entrada ilegal al Área A de Cisjordania. 

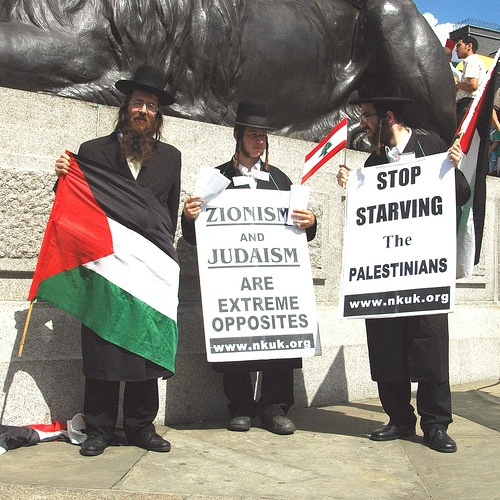
Miembros de Neturei Karta con pancartas en las que pone "Judaísmo y sionismo son extremos opuestos" y "Detengan la hambruna de los palestinos"

## Ideología y creencias

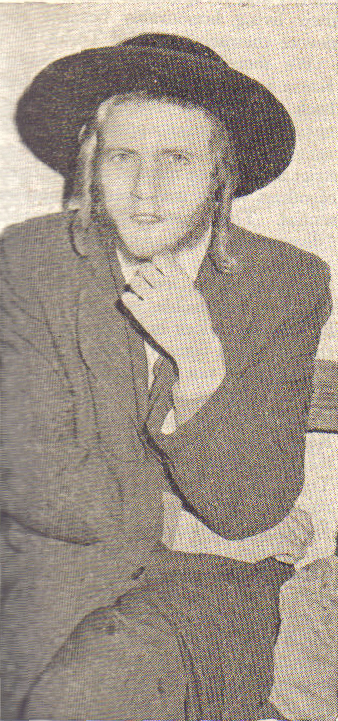
Fotografía del hijo del rabino Amram Blau, considerado como el mayor líder histórico de Neturei Karta.

Los seguidores de Neturei Karta basan su postura en la literatura rabínica, que señala que los judíos fueron expulsados de la Tierra de Israel debido a sus pecados. También creen que cualquier forma de refundar Israel por la fuerza es una violación de la voluntad divina. Según su visión, el sionismo es una ofensa ante los ojos de Dios. Neturei Karta predica que los judíos deben esperar a que Dios decida terminar con su exilio, y que los esfuerzos humanos por hacerlo son pecaminosos. 
Neturei Karta destaca lo que se dice en el mussaf Shemona Esrei ("La oración permanente") de Yom Tov, que a causa de sus pecados, el pueblo judío se exilió de la Tierra de Israel (" umipnei chatoeinu golinu meiartzeinu " ). Además, mantienen la visión – basado en el Talmud de Babilonia  – que cualquier forma de reconquista por la fuerza de la Tierra de Israel es una violación de la voluntad divina. Creen que la restauración de la Tierra de Israel a los judíos debería ocurrir sólo con la venida del Mesías, no mediante la  autodeterminación. 
Neturei Karta cree que el exilio de los judíos sólo puede terminar con la llegada del Mesías, y que los intentos humanos de establecer la soberanía judía sobre la Tierra de Israel son pecaminosos. En opinión de Neturei Karta, el sionismo es una afrenta presuntuosa contra Dios. El principal de sus argumentos contra el sionismo es el concepto talmúdico de los llamados Tres Juramentos, extraídos de la discusión de ciertas porciones de la Biblia. Afirma que se hizo un pacto que consistía en tres juramentos entre Dios, el pueblo judío y las naciones del mundo, cuando los judíos fueron enviados al exilio. Una disposición del pacto era que los judíos no se rebelarían contra el mundo no judío que les daba santuario; la segunda fue que no inmigrarían en masa a la Tierra de Israel . A cambio, las naciones gentiles prometieron no perseguir a los judíos. Al rebelarse contra este pacto, argumentaban, el pueblo judío se estaba rebelando contra Dios. 
Las sinagogas de Neturei Karta siguen las costumbres del Gaón de Vilna, debido al origen de Neturei Karta dentro de la rama lituana más que jasídica del judaísmo jaredí . Neturei Karta no es un grupo jasídico sino litvisco ; A menudo se les confunde con los jasidim porque su estilo de vestir (incluido un shtreimel en Sabbat ) es muy similar al de los jasidim. Este estilo de vestimenta no es exclusivo de Neturei Karta, sino que también es el estilo de otros litvaks de Jerusalén, como el rabino Yosef Sholom Eliashiv y sus seguidores. Además, Shomer Emunim, un grupo jasídico con una ideología antisionista similar, suele formar parte de Neturei Karta. Por lo general, el Neturei Karta de Jerusalén mantendrá las costumbres del "Antiguo Yishuv " de la ciudad de Jerusalén incluso cuando viva fuera de Jerusalén o incluso cuando viva en el extranjero, como demostración de su amor y conexión con Tierra Santa. 

## Faccionalismo
En los Estados Unidos los Neturei Karta estuvieron dirigidos por Moshe Ber Beck de Monsey, Nueva York, hasta su muerte en 2021. Se afilian a la rama radical dirigida por Moshe Hirsch. Beck había generado controversia al reunirse con el ministro líder de la Nación del Islam, Louis Farrakhan,   quien ha sido acusado de incitar al antisemitismo y de describir el judaísmo como una "religión de alcantarilla" (Farrakhan dice que sus palabras fueron mal interpretadas).  Además, tras reunirse con los representantes de Neturei Karta, Farrakhan indicó que en el futuro sería más cauteloso a la hora de elegir sus palabras. 

### Relaciones con los palestinos
Después de que dos hombres asociados con la rama radical de Neturei Karta participaran en una vigilia de oración por Yasir Arafat en 2004 frente al Hospital Militar Percy en París, Francia, donde yacía en su lecho de muerte, la rama radical de Neturei Karta fue ampliamente condenada por otras organizaciones judías ortodoxas, incluidas muchas otras organizaciones jaredíes antisionistas tanto en Nueva York como en Jerusalén. Moshe Hirsch, y lo que la facción de Hirsch describió como un "impresionante contingente" de otros miembros, asistieron al funeral de Arafat en Ramala.
Casi un año después de la  Guerra de Gaza, un grupo de miembros de Neturei Karta cruzó a Gaza como parte de la Marcha por la Libertad de Gaza para celebrar el Sabbat judío y mostrar su apoyo a los palestinos en el enclave gobernado por Hamás.

### Relaciones con Irán y el presidente Mahmoud Ahmedinejad
En octubre de 2005, el líder de Neturei Karta, el rabino Yisroel Dovid Weiss, emitió una declaración criticando los ataques judíos contra el presidente iraní Mahmoud Ahmadinejad. Weiss escribió que las declaraciones de Ahmadinejad no eran "indicativas de sentimientos antijudíos", sino más bien "un anhelo de un mundo mejor y más pacífico", y "reafirmando las creencias y declaraciones del ayatolá Jomeini, quien siempre enfatizó y practicó el respeto y la protección de los judíos y el judaísmo".
En marzo de 2006, varios miembros de la facción de Neturei Karta visitaron Irán, donde se reunieron con líderes iraníes, incluido el vicepresidente, y elogiaron a Ahmadinejad por pedir que el régimen sionista que ocupaba Jerusalén desapareciera de las páginas de la historia. Los portavoces comentaron que compartían la aspiración de Ahmadinejad de "una desintegración del gobierno israelí". En una entrevista con reporteros de la televisión iraní, el rabino Weiss comentó: "Los sionistas utilizan el tema del Holocausto para su beneficio. Nosotros, los judíos que perecimos en el Holocausto, no lo usamos para promover nuestros intereses. Hacemos hincapié en que hay cientos de miles de judíos en todo el mundo que se identifican con nuestra oposición a la ideología sionista y que sienten que el sionismo no es judío, sino una agenda política.... Lo que queremos no es una retirada a las fronteras del 67, sino a todo lo que está incluido en ellas, para que el país pueda volver a los palestinos y podamos vivir con ellos...".

### Conferencia sobre el Holocausto de Teherán
En diciembre de 2006, miembros de Neturei Karta, entre ellos Yisroel Dovid Weiss, asistieron a la Conferencia Internacional para Examinar la Visión Global del Holocausto, una controvertida conferencia que se celebró en Teherán (Irán) y que atrajo a varios negacionistas del Holocausto de alto perfil.
En su discurso, Weiss explicó que la ocurrencia del Holocausto nazi era irrefutable y habló sobre el asesinato de sus propios abuelos en Auschwitz, pero afirmó que los sionistas habían "colaborado con los nazis" y "frustrado... esfuerzos para salvar... judíos" y expresó su solidaridad con la posición iraní de antisionismo. Yonah Metzger, el Gran Rabino Ashkenazi de Israel, pidió inmediatamente que aquellos que fueran a Teherán fueran puestos en 'cherem', una forma de excomunión. Posteriormente, el tribunal del jasidismo Satmar pidió a los judíos "que se mantuvieran alejados de ellos y condenaran sus acciones".
El 21 de diciembre, el consejo rabínico Edah HaChareidis de Jerusalén también emitió una declaración en la que pedía al público que se distanciara de los que fueron a Irán. La declaración de Edah siguió, en líneas principales, a la declaración de Satmar publicada unos días antes. En enero de 2007, un grupo de manifestantes se paró frente a la sinagoga radical Neturei Karta en Monsey, Nueva York, exigiendo que abandonaran Monsey y se mudaran a Irán. Neturei Karta y sus simpatizantes de la comunidad ortodoxa de Monsey respondieron con una contraprotesta.

### Ataque en Mumbai de 2008 a la Casa Nariman
Uno de los objetivos de los ataques de Mumbai en 2008 fue la Casa Nariman, que era operada por el movimiento judío Jabad. Posteriormente, Neturei Karta publicó un panfleto en el que criticaba al movimiento de Jabad por sus relaciones con "los sucios y deplorables traidores, los malditos sionistas que son tus amigos". Agregó que el movimiento de Jabad ha sido imbuido de un "falso sentimiento nacional" y criticó a la organización por permitir que todos los judíos permanezcan en sus centros, sin diferenciar "entre el bien y el mal, lo correcto y lo incorrecto, lo puro y lo impuro, un judío y una persona que se une a otra religión, un creyente y un hereje". El panfleto también criticaba la invitación de funcionarios del Estado israelí a los funerales de las víctimas, afirmando que "pronunciaron palabras de herejía y blasfemia". El panfleto concluía que "el camino que [Jabad] ha tomado es el camino de la muerte y conduce a la perdición, la asimilación y el desarraigo de la Torá.

### Sikrikim
Una facción disidente radical llamada Sikrikim tiene su base en Israel, principalmente en Jerusalén y Beit Shemesh. La participación del grupo en actos de vandalismo, "intimidación mafiosa" y protestas violentas hizo que varias personas, incluidas figuras de autoridad, presionaran para que se les etiquetara oficialmente como grupo terrorista, junto con Neturei Karta.

## Figuras destacadas
A lo largo de la historia del movimiento ciertas figuras han ganado protagonismo tanto adentro como fuera de este
- Amram Blau: rabino, considerado el fundador del movimiento, constantemente enfrentado a las autoridades del recién creado estado israelí.
- Rut Blau: nacida en el seno de una familia católica como Madeleine Lust Ferraille, fue una francesa conversa al judaísmo, que hizo un tránsito desde la resistencia francesa al sionismo y de esto al judaísmo haredi, comunidad donde se volvió una activista antisionista. Su matrimonio con el rabino Amram Blau (de quien toma su apellido) en su momento suscitó gran polémica entre la comunidad ultra ortodoxa jerosolimitana de la época.[46] Rut Blau fue vehemente en la denuncia del sionismo, en especial de lo que ella consideraba una aculturación sistemática de los migrantes de la comunidad mizrají por parte de las autoridades israelíes y un proyecto de destrucción del ¨mundo oriental¨, puesto a andar por las potencias occidentales de ideología materialista y ejecutado por medio del sionismo.[47]
- Moshe Hirsh: rabino, discípulo de Amram Blau, fue la figura judía más cercana al fallecido líder de la OLP, Yasir Arafat.
- Moshe Ber Beck: rabino, erudito en temas religiosos, destacada figura del movimiento Neturey Karta en Estados Unidos, fue uno de los participantes del encuentro con el premier iraní Mahamut Atmadiheyad en 2006.
- Ahron Kohen: rabino, miembro más destacado del grupo en Reino Unido, también fue partícipe del anteriormente mencionado delegación que visitó Irán.[48]
- Yisroel Feldman: rabino, tras el fallecimiento de Moshe Ber Beck es la autoridad rabínica con más experiencia del grupo en los Estados Unidos.
- Yisroel Dovid Weiss: rabino, mano derecha de Moshe Ber Beck, quizás el más reconocido orador del grupo, hace constantes apariciones en medios públicos exponiendo las posturas ideológicas de la organización. También tomó parte de la comitiva que visitó Irán y ha llegado a tener encuentros con otras destacadas figuras de los gobiernos y organizaciones político militares que se oponen al Estado de Israel, tales como: Ismail Haniya (presidente del Buro Político de Hamás y primer ministro palestino), Naim Qassem (en su momento subsecretario general de Hezbolá y posteriormente secretario general de la organización), Ebrahim Raisi (cuando se desempeñaba el cargo de presidente de la República Islámica de Irán), Hossein Amir-Abdollahian (en su momento ministro de Asuntos Exteriores iraní), Mohammad Ali Mousavi Jazayeri (antiguo miembro de la Asamblea de los Expertos de la República Islámica de Irán y principal autoridad religioza de la Provincia de Juzestán) y Gustavo Petro (siendo presidente de  la República de Colombia).[49]
- Meir Hirsh: rabino, hijo de Moshe Hirsh, es actualmente el mayor representante de la organización en Palestina.[50]
- Elhanan Beck: rabino, hijo de Moshe Ber Beck, suele conceder entrevistas a nombre de la organización.
- Dovid Feldman: rabino, hijo de Yisroel Feldman, una figura destacada en manifestaciones de apoyo a Palestina con notoria presencia en redes sociales.

## Himno
Poco después de que el Estado de Israel fue establecido, varios jóvenes seguidores de Amram Blau fueron encarcelados por negarse a prestar el servicio militar. Recluidos en la cárcel compusieron lo que pasaría a considerarse en el himno de Neturei Karta.
| אֲדוֹשֵׁם הוּא מַלְכֵּנוּ לוֹ אֲנַחְנוּ עֲבָדִים הַתּוֹרָה הִיא אֱמוּנָתֵנוּ וּבָהּ אֲנַחְנוּ מַאֲמִינִים בְּשִׁלְטֹון הַכּוֹפְרִים אֵין אָנוּ מַאֲמִינִים וּבְחֻקּוֹתֵיהֶם אֵין אָנוּ מִתְחַשְּׁבִים בְּדֶרֶךְ הַתּוֹרָה נֵלֵךְ בָּאֵשׁ וּבַמַּיִם בְּדֶרֶךְ הַתּוֹרָה נֵלֵךְ לְקַדֵּשׁ שֵׁם שָׁמַיִם | Adoshem hu Malkenu lo anachnu avadim hatTorah hi emunatenu uvah anachnu ma'aminim beshilton hakkoferim ein anu ma'aminim uvechukkoteihem ein anu mitchashevim Bederech hatTorah nelech Ba'esh uvammayim bederech hatTorah nelech lekaddesh Shem Shamaim | Adoshem es nuestro Rey Y para Él somos esclavos La Torá es nuestra fe. Y en ella creemos En el reinado de los infieles no creemos y sus leyes no estamos pensando Caminaremos en el camino de la Torá. En fuego y agua Caminaremos en el camino de la Torá. Para santificar el nombre del cielo |